# Intersport Heilbronn Open 1993
L'Intersport Heilbronn Open 1993 è stato un torneo di tennis facente parte della categoria ATP Challenger Series nell'ambito dell'ATP Challenger Series 1993. Il torneo si è giocato a Heilbronn in Germania dal 25 al 31 gennaio 1993 su campi in sintetico indoor.

## Vincitori

### Singolare
David Prinosil ha battuto in finale  Martin Damm con il punteggio di 6–3, 7–6

### Doppio
Jan Apell /  Jonas Björkman hanno battuto in finale  Brian Devening /  Peter Nyborg con il punteggio di 6–2, 7–6